# Gordonia villosa
Gordonia villosa är en tvåhjärtbladig växtart som beskrevs av James Macfadyen. Gordonia villosa ingår i släktet Gordonia och familjen Theaceae. Inga underarter finns listade i Catalogue of Life.